# Yéou
Yéou est une localité située dans le département de Bouroum de la province du Namentenga dans la région Centre-Nord au Burkina Faso. 

## Géographie
Isolé au nord du département et dispersé en de nombreux centres d'habitation, Yéou se trouve à 8 km au nord-ouest du village de Bellogo – auquel il est administrativement rattaché –, à environ 30 km au nord de Bouroum, le chef-lieu du département, et à 70 km au nord-ouest de Tougouri.

## Histoire
En janvier 2020, des attaques djihadistes dans le secteur d'Ourba-Yéou ont entrainé le déplacement de nombreux habitants du village vers Bouroum.

## Économie
Traditionnellement agro-pastorale, l'économie du village est fortement affectée par l'orpaillage artisanal qui s'est développé sur de nombreux sites du territoire de Yéou depuis les années 2010. En 2018, un permis d'exploitation industriel est délivré par le ministère des mines à la société russe Nordgold exploitant déjà les mines d'or de Taparko et de Bissa.

## Éducation et santé
Le centre de soins le plus proche de Yéou est le centre de santé et de promotion sociale (CSPS) de Bellogo tandis que le centre médical (CM) de la province se trouve à Tougouri.
Yéou possède une école primaire publique.